# Abdulhussain Abdulredha
Abdulhussain Abdulredha (en árabe, عبد الحسين عبد الرضا|ʿAbd al-Ḥussain ʿAbd ar-Riḍā); Sharq (Kuwait), 15 de julio de 1939 – Londres, 11 de agosto de 2017) fue un actor kuwaití.

## Biografía
Abdulredha nació Derwazat Al Abdulrazzaq, pequeña aldea Al-Awazem de Sharq (Kuwait), el séptimo de 14 hermanos. Inicialmente trabajó en el Departamento de Impresión del Ministerio de Información kuwaití. Luego viajó a Egipto a expensas del ministerio en 1956 para aprender el arte del grabado, y en 1961 viajó a Alemania para completar sus estudios en las artes del grabado. Continuó este trabajo hasta que alcanzó el puesto de gerente en la Sección de Imprenta del Ministerio de Información. Tuvo cuatro mujeres y tuvo cinco hijos, entre ellos Bashar y Adnan, que trabaja en el campo técnico y ha intentado escribir poesía y la preparación de programas de televisión.

## Intento de asesinato
Después de la liberación de Kuwait, el mundo de la interpretación hizo mucho drama sobre la invasión. Abdulredha presentó una obra de teatro llamada La espada de los árabes en 1992, abordando el período de la invasión. Sobrevivió a un intento de asesinato cuando se dirigía a una de las actuaciones de presuntos mukhabarat iraquíes.

## Muerte
El 11 de agosto de 2017, Abdul murió de un ataque al corazón en el Royal Brompton Hospital de Londres a la edad de 78 años. Murió en una ciudad que usó como nombre para una de sus comedias más populares llamada "Bye Bye London", que trataba sobre árabes ricos que viajan a Londres y tratan de establecerse allí.

## Carrera

### Televisión[3]
- Bo observa Silverline (1964) - Bo Silverline
- Dias de jogo (1964)
- Coração Grande (1964)
- Tribunal Fareej (1967)
- Paciência é a chave para o alívio (1968)
- Qahsh urgente (1969)
- Posições (1970)
- Ogelhe (1970) - Ogelhe
- Família Bomrean (1971) - Bo Marian
- Envolvido em um diálogo com Sauer (1972)
- Cherbakh (1972)
- Almlqov (1973) - Faleh